# جين بارتيك
 جين بارتيك (بالإنجليزية: Jean Bartik) (27 ديسمبر عام 1924- 23 مارس عام 2011) 
وهي واحدة من المبرمجين الاصليين لحاسوب إينياك. درست بارتيك الرياضيات في المدرسة ثم بدأت العمل في جامعة بنسلفانيا، حيث قامت أولاً بحساب مسارات المقذوفات بشكلٍ يدويّ ثم استخدمت كومبيوتر إينياك للقيام بذلك. قامت بارتيك بالتعاون مع زملائها بتطوير وتدوين العديد من أساسّيات البرمجة أثناء العمل على حاسوب إينياك، لأنّه كان الكومبيوتر الأول من نوعه.
بعد عملها على حاسوب إينيا، تابعت بارتيك عملها على حاسوب بيناك (الحاسوب الثنائي الآلي، بالانكليزية BINAC) وحاسوب يونيفاك (الحاسوب الآلي ذو الاستخدامات العامّة، بالانكليزية (UNIVAC ، وقضت بعض من عمرها أيضاً بالعمل في مجموعة متنوّعة من الشركات الفنّيّة ككاتبة ومديرة ومهندسة ومبرمجة. أمضت سنواتها الأخيرة كوكيلةِ عقاراتٍ وتوفّيت في عام 2011 بسبب مضاعفات قصور القلب الاحتقاني.

## حياتها
ولدت جين في ميسوري عام 1924 في مقاطعة جينتري  درست في كليَّةِ معلمي شمال غربِ ولاية ميسسوري.

## التعليم والمهنة
بالأضافة إلى باكلورياس في الرياضياتِ مِنْ كليَّةِ معلمي شمال غربِ ولاية ميسسوري، حصلت أيضاً على درجة الماجستير في اللغة الإنجليزيِة مِنْ جامعة بنسلفانيا ودّكتورِاه فخريِة بالعلوم مِنْ جامعةِ شمال غربِ ولاية ميسسوري.
في عام 1945 اختارتها جامعة بنسلفانيا للعمل مع الجيش في المعدات الحربية في منطقة Aberdeen Proving Ground وعندما طُور حاسوب إينياك بهدف حساب مسارات القذائف، تم اختيارها لتكون أول مبرمجة.
أصبحت باتريك فيما بعد جزءا من الفريق المكلف بتغيير إينياك إلى حاسوب البرنامج المخزون. بالنسبة للتطبيقات الأساسية تمت برمجة إينياك عبر تحديد الاتجاه وتغيير وصلات الكابلات ومن ثم تابعت عملها في حواسيب بينياك ويونيفاك 1.
أصبحت بارتيك محررة للناشرين في مجلة الأورباخ، كما كانت سابقة بنشر معلومات عن التكنولوجيا العاليا. ثم غادرت أورباخ للانضمام لداتا ديسيشن، المنافسة لداتابرو ريسرش (الآن جزء من مجموعة غارتنر) وأورباخ.
أسست اليزابيث ماكيون سوسمان Data Decisions في عام 1980 من قبل (داتا برو سابقاً) وساندرا ايسينبرج، أيضا داتابرو، ثم تمويل قرارات البيانات من قبل الناشر زيف-دايفس عام 1980.
انضمت جين إلى Data Decisions في عام 1981 إذ كانت من كبار محرري نشر الأبحاث حول خدمات الاتصال، امتلكت مكغرو هيل Data Decisions (ثم امتلكت فيما بعد Datapro)عام 1985 ومن ثم أغلقت على الفور.

## العمل
اعتاد الجيش الأمريكي منتصف القرن العشرين تجنيدَ علماءِ الرياضيّات من الجامعات للمساعدة في المجهود الحربي. قررت بارتيك المعروفة في ذلك الوقت باسم بيتي جينينغز Betty Jennings أن تصبح حاسباً بشريّاً في الجيش على الرغم من التحذير الذي قدّمه لها موجّهها بأنها ستكون مجرد «عثرة في دولاب» هناك، وعلى الرغم من التشجيع التي حظيت به لتصبح معلمة للرياضيات بدلاً من ذلك، فقد تلقّت بارتيك تشجيعاً كبيراً أيضاً من أستاذها في علم التفاضل والتكامل على تولي الوظيفة في جامعة بنسلفانيا لأنّهم كانوا يوظّفون محلّلاً تفاضليّاً.
تقدمت بارتيك بطلب إلى كل من شركة آي بي إم وجامعة بنسلفانيا في سن ال 20. تلقّت رفضاً من آي بي إم، ولكنّها عُيّنت من قبل جامعة بنسلفانيا للعمل قي قسم المعدّات الحربيّة في الجيش داخل ميدان للاختبار بمدينة إيبردين، لحساب مسارات المقذوفات باليد. التقت بارتيك أثناء عملها هناك بزوجها ويليام بارتيك، الذي كان مهندسًا يعمل في مشروع البنتاغون في جامعة بنسلفانيا، وتزوجا في ديسمبر/ كانون الأوّل من العام 1946.
عندما تمّ تطوير وحدة معالجة جهاز التكامل الرقمية (Integrator) والكمبيوتر (ENIAC) بغرض حساب المسارات الباليستية التي كانت إحدى المهامّ اليدويّة للحواسب البشرية (مثل بارتيك)، تقدّمت بطلب لتصبح جزءًا من المشروع وتم اختيارها في النهاية لتكون واحدة من أوائل المبرمجين. طُلِب من بارتيك خلق معضلات لكي يحلّها حاسوب إينياك ENIAC دون تعليمها أيّة تقنيّات. تمّ اختيار ست نساء، بما في ذلك جان جينينغز بارتيك، وبيتي هولبيرتون، ومارلين ويسكوف، وكاثلين ماكنوليتي، وروث تيتلبوم، وفرانسيس سبنس، ليكنّ المبرمجات الرئيسيّات لإينياك. ساهمت العديد من النساء الأخريات اللائي لم يتمّ التعرّف عليهنّ في كثير من الأحيان في صناعة إينياك خلال فترة من النقص في عدد الذكور في وقت العمل. أصبحت كل من بارتيك، التي حصلت على مرتبة المبرمجًة الرائدة بالتشارك مع بيتي هولبيرتون، والمبرمجات الأربعة الأخريات بارعاتٍ للغاية في التعامل مع الإينياك وإدارته، استعرضت المجموعة المخطّطات الخاصة بالجهاز بدون وجود دليلٍ خاصّ به للاعتماد عليه، وأجربن مقابلاتٍ مع المهندسين الذين قاموا ببنائه، واستخدمن هذه المعلومات لتعليم أنفسهنّ المهارات التي يحتاجون إليها. لم يُسمح لهنّ في بادئ الأمر برؤية أجهزة إينياك على الإطلاق لأنّها كانت لا تزال سرّيّة ولم يتلقين أيّ تصاريح أمنية تسمح لهنّ بذلك، فكان عليهنّ أن يتعلمن كيفية برمجة الآلة فقط من خلال دراسة الرسومات التخطيطيّة. لم يُمنح الفريق المكون من ست نساء في البداية أيّة مساحةٍ للعمل معًا، فعملن على إيجاد أماكن للعمل معاً حيث أمكنهنّ ذلك، كالفصول الدراسية المهجورة وبيوت الأخوة.
بينما عملت النساء الست على جهاز إينياك، فقد طوّرن تقنيات فرعية، وطوّرن ما يسمّى في البرمجة بـ «التطعيم»، وغيرها من تقنيات البرمجة الأساسية، ويمكن القول أنّهنّ اخترعن مجال برمجة أجهزة الكمبيوتر الرقمية. تعلمت بارتيك وغيرها من مبرمجات إينياك تعديل الجهاز فعليّاً، ونقل المفاتيح وإعادة توجيه الكابلات، من أجل برمجتها. بالإضافة إلى حساب المسارات الباليستية الأصليّة التي تمّ التعاقد معهم بالأصل لحسابها، سرعان ما أصبحت المبرمجات الستة مشغّلات للحواسيب النوويّة في مختبر لوس ألوموس الوطني، ووسّعن من مجموعة الأدوات البرمجية لها. كانت شريكة بارتيك في برمجة برنامج المسار المهمّ للجيش والتي كان من شأنها أنّ إينياك قد عمل ضمن المواصفات المطلوبة هي هي بيتي هولبيرتون والتي كانت تُعرف آنذام باسم بيتي سنايدر Betty Snyder. تمّ اختيار برنامج بارتيك وهولبيرتون لتقديم حاسوب إينياك إلى المجتمع العلمي والمجتمع الأوسع، وأقيم الاستعراض الخاصّ بذلك في 15 فبراير/ شباط من العام 1946 وكان بمثابة النجاح المزلزل، فقد أثبت حاسوب إينياك أنّه يعمل بشكل أسرع من آلة مارك 1 Mark I، وهي آلة كهروميكانيكية معروفة في جامعة هارفارد، وأظهر أيضًا أنّه يمكنه القيام بالعمل الذي يستغرق من «حاسوبٍ بشريٍّ» 40 ساعة لإكماله، ّ خلال 20 ثانية.
وصفت بارتيك أول استعراض علني لإينياك عام 1946 بما يلي:
كان الاستعراض العامّ ناجحاً، ولكن تحوّلت معظم التهاني إلى المهندستين إيكيرت وماوتشلي.
طُلب من بارتيك لاحقًا تشكيل وقيادة مجموعة من المبرمجين لتحويل حاسوب إينياك إلى حاسوب ذو برنامج مخزن والعمل عن كثب مع جون فون نيومان، وديك كليبجر، وأديل جولدستاين.
قامت بارتيك بتحويل إينياك إلى حاسوب ذو برنامج مخزون بحلول مارس 1948. ولكونها رئيسة المجموعة التي قامت بهذه العمليّة، فقد تمّ تكليف بارتيك بالقيام بعمليّات التعديل التي سمحت بتحويل حاسوب إينياك ENIAC إلى حاسوب بدائي ذو برنامج مخزون لاستخدامه في برامج نفق الرياح الخاصة بكليبينغر، مما سمح لـحاسوب إينياك ENIAC بالعمل بسرعة أكبر وكفاءة ودقة. تم اكتشاف رسائل بين بارتيك وأديل غولدستاين من قِبل المؤلفين توماس هاي ومارك بريستلي أثناء القيام بهذا المشروع، بالإضافة إلى حقيقة أنّ جزء كبير من كود الـ 60 ترتيبًا كان في كتابات بارتيك بخط اليد.

## وفاتها
توفيت بسبب قصور واحتقان في القلب في 23 مارس\آذار سنة 2011.
كانت بارتيك صديقة لأرملة جون ماوكهلي كاثلين أنتونيلي لأكثر من 60 سنة حيث كان ماوكهلي مخترع مساعد بـإينياك.مَشى مع جين لأسفل الممرِ عندما تَزوّجتْ وكان ذلك في حَفْلِ إستقبال زفاف جين وامتلك الشجاعةُ اللازمة لمُفَاتَحَة كاي بموضوع الزواج. وكانت كاي واحدة من ضمن ست نساء يعملن كمبرمجين معتمدين بإينياك.

## متحف بارتيك
فيما بعد تم بناء متحف يحمل اسم بارتيك في ولاية ميسوري شمال غرب جامعة مرفيل. يضم المتحف نوع فريد من عروض إينياك، بيناك، يونيفاك 1، متضمنة النموذج الاصلي لبائع الوعاء المعدني ليونيفاك.

## انجازات
- في عام 1997 كانت من ضمن المشاهير النِساءِ في صالة التقنيةِ الدوليةِ، سويّة مع بقية مبرمجي إينياك.
- في عام 2008 كَانتْ إحدى الثلاثة الذين حازو على جائزةِ متحف تاريخ الحاسوب، وكان ذلك مع بوب ميتكالف ولينوس تورفالدس.
- في عام 2008 تلقت أيضا جائزة the IEEE Computer Pioneer Award من جمعية IEEE للحواسيب وذلك نتيجة عملها الرائد كواحدة من أوائل المبرمجين والمديرة لاولى فرق المبرمجين إينياك وجهودها البارزة أيضا في العمل بــ بيناك ويونيفاك 1 .[20][21]

## المصدر
1. 1 2  تاريخ ماكتوتور لأرشيف الرياضيات، QID:Q547473
2. ↑  Google Books (باللغات المتعددة), p. 29, QID:Q206033
3. 1 2 3   https://books.google.cat/books?id=jjIzEAAAQBAJ&pg=PA45. {{استشهاد ويب}}: |url= بحاجة لعنوان (مساعدة) والوسيط |title= غير موجود أو فارغ (من ويكي بيانات) (مساعدة)
4. 1 2   https://www.computer.org/profiles/betty-jean-bartik. اطلع عليه بتاريخ 2019-10-16. {{استشهاد ويب}}: |url= بحاجة لعنوان (مساعدة) والوسيط |title= غير موجود أو فارغ (من ويكي بيانات) (مساعدة)
5. ↑   https://www.computer.org/profiles/betty-jean-bartik. اطلع عليه بتاريخ 2019-07-17. {{استشهاد ويب}}: |url= بحاجة لعنوان (مساعدة) والوسيط |title= غير موجود أو فارغ (من ويكي بيانات) (مساعدة)
6. ↑   https://www.computerhistory.org/fellowawards/hall/jean-bartik/. اطلع عليه بتاريخ 2019-07-17. {{استشهاد ويب}}: |url= بحاجة لعنوان (مساعدة) والوسيط |title= غير موجود أو فارغ (من ويكي بيانات) (مساعدة)
7. 1 2 3 4 5  Lohr، Steve (7 أبريل 2011). "Jean Bartik, Software Pioneer, Dies at 86". نيويورك تايمز. مؤرشف من الأصل في 2019-05-21. اطلع عليه بتاريخ 2011-04-08.
8. ↑  Some sources (Goldstine, McCartney) cite her name as Elizabeth Jennings; this is incorrect. Her birth certificate reads Betty Jean Jennings.
9. ↑  "Northwest Missouri State University". مؤرشف من الأصل في 05 يناير 2018. اطلع عليه بتاريخ أغسطس 2020. {{استشهاد ويب}}: تحقق من التاريخ في: |تاريخ الوصول= (مساعدة)
10. 1 2 3 4 5 6  Bartik، Jean Jennings (2013). Rickman، Jon T.؛ Todd، Kim D. (المحررون). Pioneer programmer: Jean Jennings Bartik and the computer that changed the world. Kirksville, Missouri: Truman State University Press. ISBN:9781612480862. OCLC:854828754.
11. 1 2  O'Connor، J. J.؛ Robertson، E.F. "Jean Bartik biography". www-groups.dcs.st-and.ac.uk. مؤرشف من الأصل في 2018-09-20. اطلع عليه بتاريخ 2016-06-26.
12. ↑  Lohr، Steve (7 أبريل 2011). "Jean Bartik, Software Pioneer, Dies at 86". نيويورك تايمز. مؤرشف من الأصل في 2019-05-21. اطلع عليه بتاريخ 2011-04-08.
13. ↑  Beyer، Kurt (2009). Grace Hopper and the Invention of the Information Age. MIT Press. ص. 178–181. ISBN:978-0-262-01310-9.
14. ↑  Janet.، Abbate, (2012). Recoding gender : women's changing participation in computing. Cambridge, Mass.: MIT Press. ISBN:9780262018067. OCLC:813929041. مؤرشف من الأصل في 2019-12-17.{{استشهاد بكتاب}}:  صيانة الاستشهاد: أسماء متعددة: قائمة المؤلفين (link) صيانة الاستشهاد: علامات ترقيم زائدة (link)
15. ↑  Barkley Fritz، W. (1996). "The Women of ENIAC". IEEE Annals of the History of Computing. ج. 18 ع. 3: 13–28. DOI:10.1109/85.511940.
16. 1 2  "ENIAC Programmers". WITI Hall of Fame. Women in Technology International (WITI). مؤرشف من الأصل في 2018-10-01. اطلع عليه بتاريخ 2014-04-22.
17. 1 2  Walter، Isaacson. The innovators : how a group of hackers, geniuses, and geeks created the digital revolution (ط. First Simon & Schuster hardcover). New York. ISBN:1476708703. OCLC:876012030. مؤرشف من الأصل في 2019-12-17.
18. 1 2 3  D.، Todd, Kim (2015). Jean Jennings Bartik computer pioneer. Kirksville, Missouri. ISBN:1612481450. OCLC:935185503.{{استشهاد بكتاب}}:  صيانة الاستشهاد: أسماء متعددة: قائمة المؤلفين (link) صيانة الاستشهاد: مكان بدون ناشر (link)
19. ↑  CRISPIN.، HAIGH, THOMAS. PRIESTLEY, MARK. ROPE, (2018). ENIAC IN ACTION : making and remaking the modern computer. [S.l.]: MIT PRESS. ISBN:0262535173. OCLC:1002291949. مؤرشف من الأصل في 2019-12-17.{{استشهاد بكتاب}}:  صيانة الاستشهاد: أسماء متعددة: قائمة المؤلفين (link) صيانة الاستشهاد: علامات ترقيم زائدة (link)
20. ↑  "Computer Pioneer Award • IEEE Computer Society". مؤرشف من الأصل في 2019-01-15.
21. ↑  "Jean Bartik". Computer History Museum. مؤرشف من الأصل في 2016-07-03. اطلع عليه بتاريخ 2013-05-23.

## الروابط الخارجية
- UNIVAC conference, Charles Babbage Institute, University of Minnesota. 171-page transcript of oral history with computer pioneers, including Jean Bartik, involved with the Univac computer, held on 17–18 May 1990. The meeting involved 25 engineers, programmers, marketing representatives, and salesmen who were involved with the يونيفاك 1, as well as representatives from users such as General Electric, Arthur Andersen, and the U.S. Census.
- Female Frontiers (NASA) نسخة محفوظة 29 فبراير 2012 على موقع واي باك مشين.
- WITI Hall of Fame
- Jean JENNINGS Bartik Computing Museum at NWMSU
- Jean Bartik: the untold story of a remarkable ENIAC programmer
- McGraw Deal on Ziff Unit, New York Times